# Lizonne (affluent de la Charente)
Pour l’article homonyme, voir Lizonne, affluent de la Dronne.
La Lizonne est un ruisseau du sud-ouest de la France et un affluent de la Charente sur sa rive gauche. Elle arrose le département de la Charente.
Située au nord du département, on ne doit pas la confondre avec la Lizonne du sud du département qui est dans le bassin versant de la Dordogne.

## Géographie
La Lizonne prend sa source au Bouchage, à 166 m d'altitude. Elle coule vers l'ouest et se jette dans la Charente à Taizé-Aizie, à 88 m d'altitude.
Sa longueur est de 15,7 km.

## Communes et cantons traversés
La Lizonne traverse - dans l'ordre alphabétique - les communes de Bioussac, du Bouchage, Moutardon (commune de Nanteuil-en-Vallée) et Taizé-Aizie (lieu-dit Aizie).
Soit en termes de cantons, la Lizonne traverse les canton de Champagne-Mouton et le canton de Ruffec.

## Affluents
Aucun important.